# Perná (Orlické Podhůří)
Perná (německy Pern) je malá vesnice a část obce Orlické Podhůří v okrese Ústí nad Orlicí. Nachází se v nadmořské výšce 300–320 metrů v katastrálním území Rviště. Leží v údolí Tiché Orlice pod kopcem Zátvor, asi dva kilometry východně od středu města Brandýsa nad Orlicí. Vesnicí prochází zčásti silnice Brandýs nad Orlicí – Ústí nad Orlicí.

## Historie
První písemná zmínka o vesnici pochází z roku 1564.

## Pamětihodnosti
- Pozdně barokní špýchar z druhé poloviny 18. století
- Hradlo u strážního domku čp. 52 – technická památka z doby stavby olomoucko-pražské dráhy